# Miomir Kecmanović
Miomir Kecmanović (serbisk: Миомир Кецмановић, født 31. august 1999 i Beograd, Føderale Republik Jugoslavien) er en professionel tennisspiller fra Serbien.